# Erica Leerhsen
Erica Leerhsen, född 14 februari 1976 i New York, är en amerikansk skådespelare.
Leerhsen växte upp i Ossining i delstaten New York, och fick sin första filmroll efter examen 1999 i kortfilmen Junior Creative. 
Hon har bland annat synts i Blair Witch 2, nyinspelningen av The Texas Chainsaw Massacre, Wrong Turn 2, Crazy in Love samt TV-serierna Alias och Guardian.

## Filmografi (urval)
- 2007 – Wrong Turn 2
- 2005 – Crazy in Love
- 2003 - Alias, avsnitt Conscious (gästroll i TV-serie)
- 2003 – The Texas Chainsaw Massacre
- 2001-2002 - Guardian (TV-serie)
- 2000 – Blair Witch 2
- 2000 – Junior Creative